# 一日一生 (2021年電影)
《一日一生》（英語：Life in a Day）是一部即將上映的群眾外包紀錄片，為2011紀錄片《一日一生》的續集，於2021年在日舞影展上首映，然後於2月7日在YouTube上播出。與之前的版本一樣，該紀錄片將包括一系列精選的畫面剪輯，且只記錄2020年7月25日這一天在世界上所發生的事。台灣女性Youtuber魚乾也參與其中。

## 主題和製作
電影的宣佈於7月8日在電影的YouTube頻道上發布，處在COVID-19大流行、弗洛伊德之死示威活動、很多自然災害的時機，日舞影展導演塔比莎·傑克遜（Tabitha Jackson）認為：「這是發布新作品的絕佳時機，該作品如此有力地展示了電影敘事的力量，以揭示和慶祝我們共同的人性。」

## 外部連結
- 活動官網 （页面存档备份，存于）
- 活動Youtube頻道 （页面存档备份，存于）